# 비잔틴 복고양식
비잔틴 복고양식(Byzantine Revival) 또는 신비잔틴 양식(Neo-Byzantine)은 복고주의 건축의 일환으로 종교 단체나 공공기구의 건물 내지는 공공빌딩에서 흔하게 볼 수 있는 건축 양식이다. 1840년대에 서유럽에서 붐이 일어나 19세기 러시아 제국 말엽 25년 동안 절정에 달하였다. 제1차 세계대전과 제2차 세계대전 사이에 유고슬라비아에서도 독립적인 네오비잔틴 건축 양식이 단발적으로 일어났다. 네오비잔틴 건축 양식에는 특히 5세에서 11세기에 걸쳐 콘스탄티노폴리스(오늘날의 이스탄불)와 라벤나 총독령에서 건설된 동방 정교회 건축 양식인 비잔틴 건축 양식의 요소가 대거 포함되어 있다.

## 러시아 제국
푸시킨의 소피아 대성당은 러시아에서 최초로 비잔틴 양식을 도입한 성당이다. 1830년대에 러시아의 니콜라이 1세 황제는 콘스탄틴 트혼이 디자인한 일명 러시아 비잔틴 양식의 성당을 많이 지을 것을 권장하였다. 니콜라이 1세는 본래의 비잔틴 양식을 좋아하지 않았으며, 콘스탄틴 트혼의 디자인은 사실 비잔틴 양식과는 공통점이 거의 없었다. 특히 콘스탄틴 트혼은 거의 항상 둥근 비잔틴식 아치를 용골형 박공으로, 반구형 비잔틴식 돔을 양파형 돔으로 설계를 바꾸었다. 그가 만든 성당의 배치와 구조는 철저하게 신고전주의 형식을 표준으로 따르는 것이 분명했다.
그리고리 가가린과 다비드 그림이 고안해낸 참 비잔틴 예술은 알렉산드르 2세 황제의 눈에 들어 사실상 러시아 정교회 예술의 공식 양식으로 채택되었다. 비잔틴 건축은 러시아 제국이 국경 밖(폴란드, 크림반도, 카프카스 산맥)으로 동방 정교회 신앙을 전파하는데 효과적인 매개체가 되었다. 하지만 몇몇 건물은 재정문제 때문에 알렉산드르 2세의 통치기간에 완공된 것이 거의 없었다. 그의 뒤를 이은 알렉산드르 3세 황제는 16~17세기 모스크바와 야로슬라비 전통에 기반을 둔 러시아 복고풍을 선호하였다. 그렇지만 비잔틴 건축 양식의 명맥 역시 그대로 보존되었으며, 특히 거대한 규모의 대성당이 그러하였다. 네오비잔틴 양식의 대성당들은 러시아 제국 서부 지방(폴란드, 리투아니아)과 코카서스, 중앙아시아, 코사크족 밀집지역 그리고 페름 시 인근 우랄지역 공업지대에 집중적으로 많이 세워졌다. 건축가 다비드 그림과 바실리 코스야코브는 단일 돔 형태에 서로 대칭을 이루는 네 개의 삼각 궁륭과 애프스가 있는 비잔틴 성당을 고안해내 1880년대와 1890년대 정교회 성당 건물의 사실상 표준으로 발전시켰다.
니콜라이 2세 시대에는 러시아 건축가들이 전통적인 하기아 소피아 대성당 양식으로 회귀하는 추세를 보였으며, 크론시타트의 나발 대성당과 포티 대성당에 이르러 절정에 이르렀다. 이 당시에는 공사를 서두르기 위해 강화 콘크리트를 재료로 사용하였다. 내부 설계는 당시의 아르누보 양식을 참하였으며, 외관은 중세 콘스탄티노폴리스 양식을 모티브로 하였다. 러시아의 네오비잔틴 건축 전통은 1917년 혁명으로 제정이 타도되면서 종점에 닿았으며, 일부 러시아인 건축가들이 유고슬라비아와 하얼빈으로 이민을 가면서 명맥이 보존되었다.

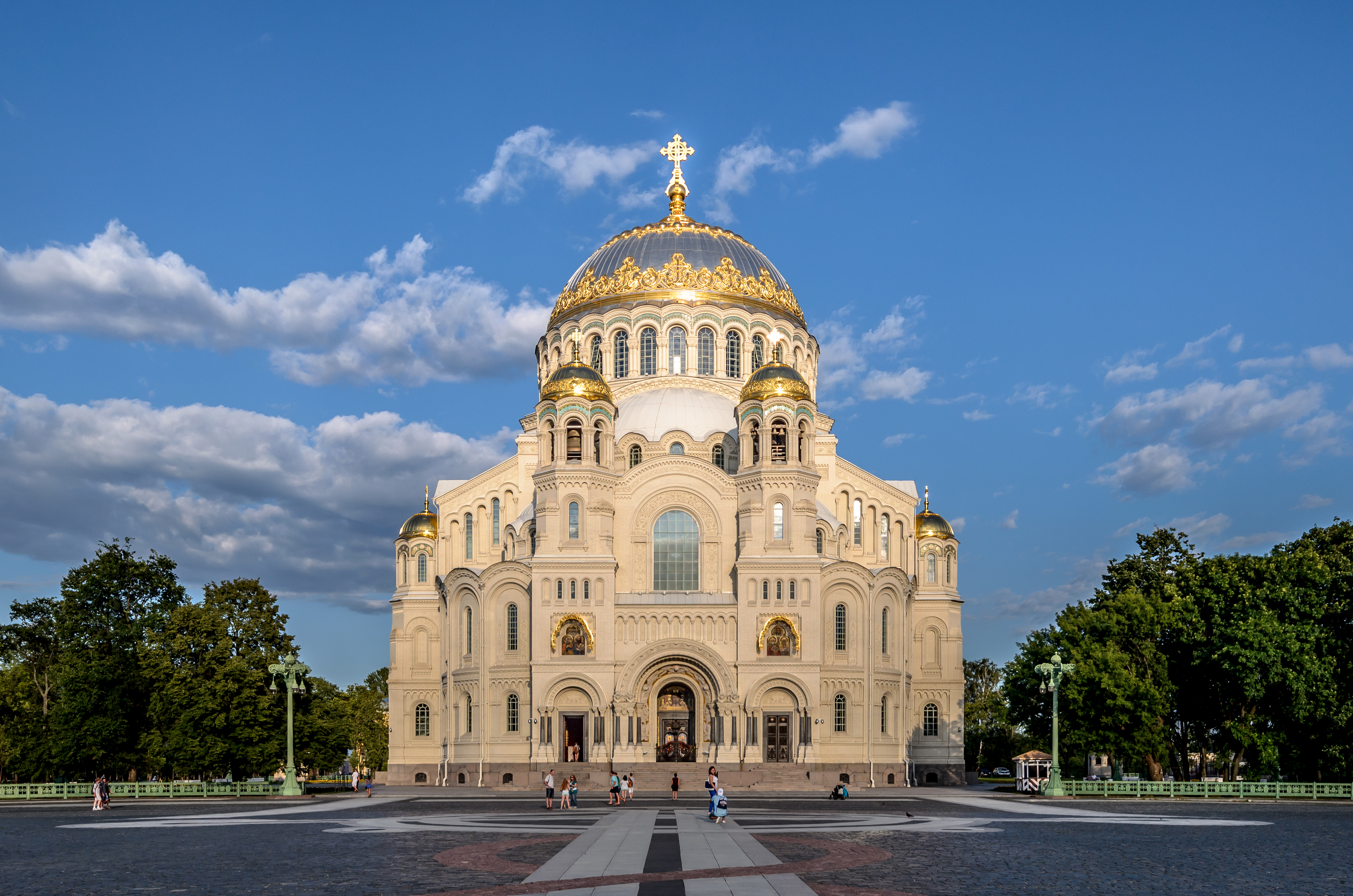
크론시타트의 나발 대성당
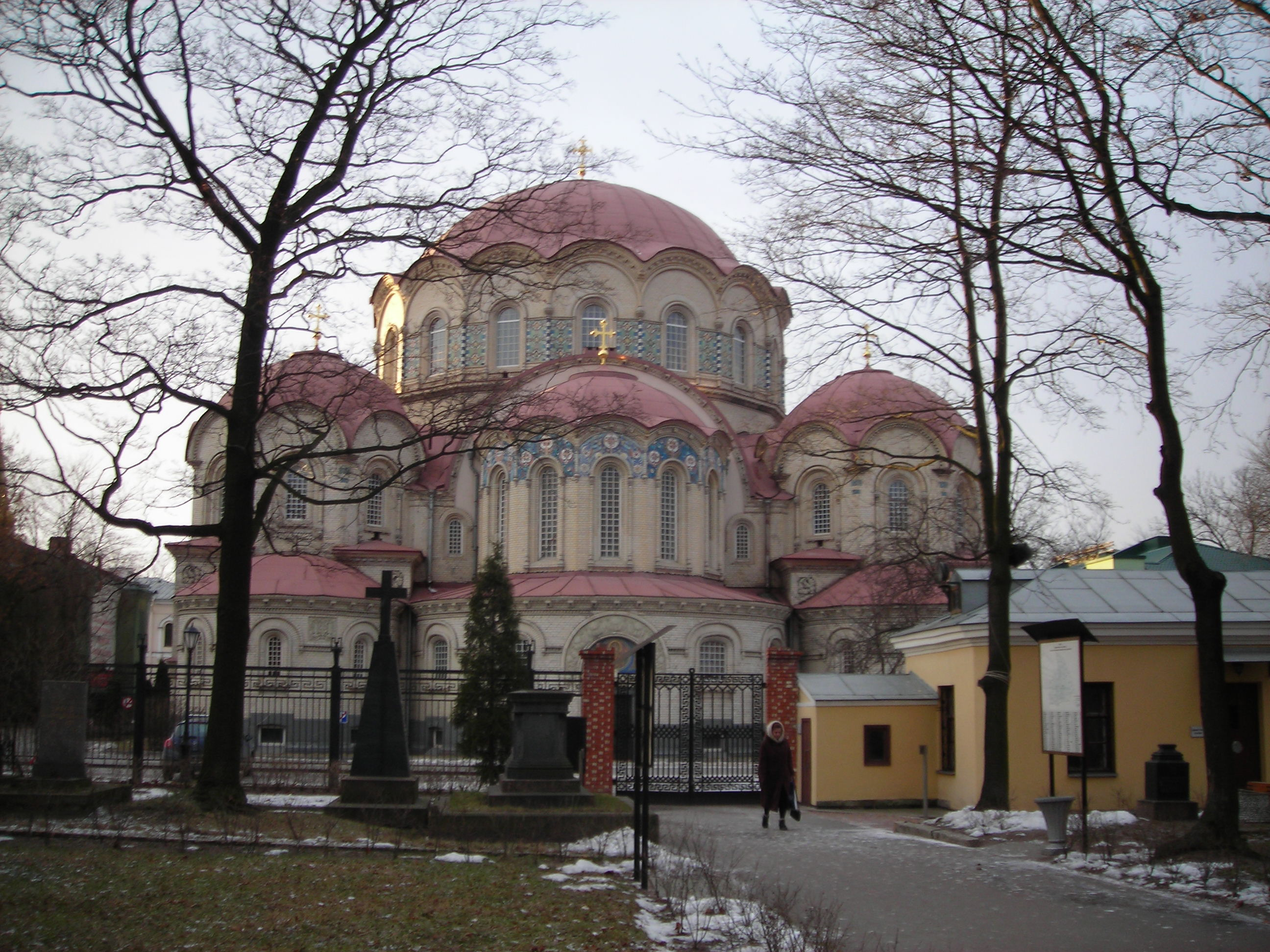
상트페테르부르크의 노보데비치 수도원 부속 카잔 성당
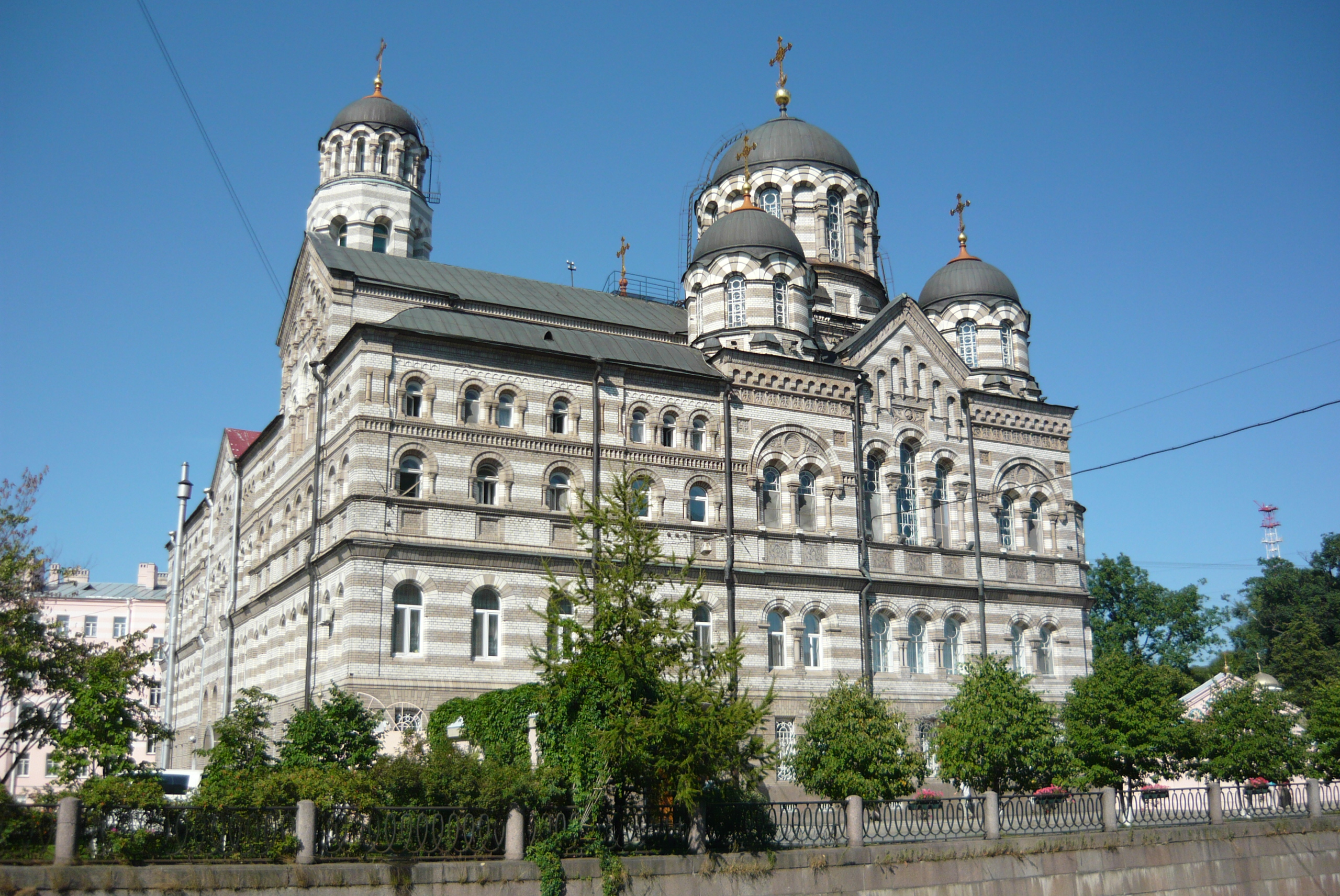
상트페테르부르크의 이오아노프스키 수도원
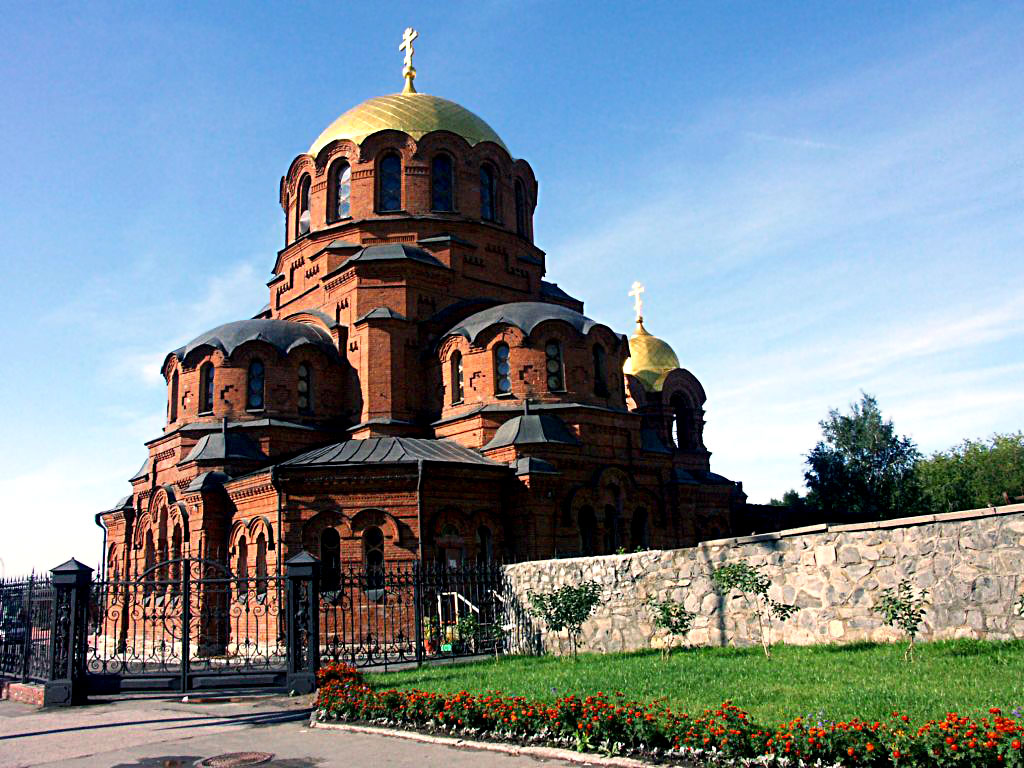
노보시비르스크의 성 알렉산드르 넵스키 대성당
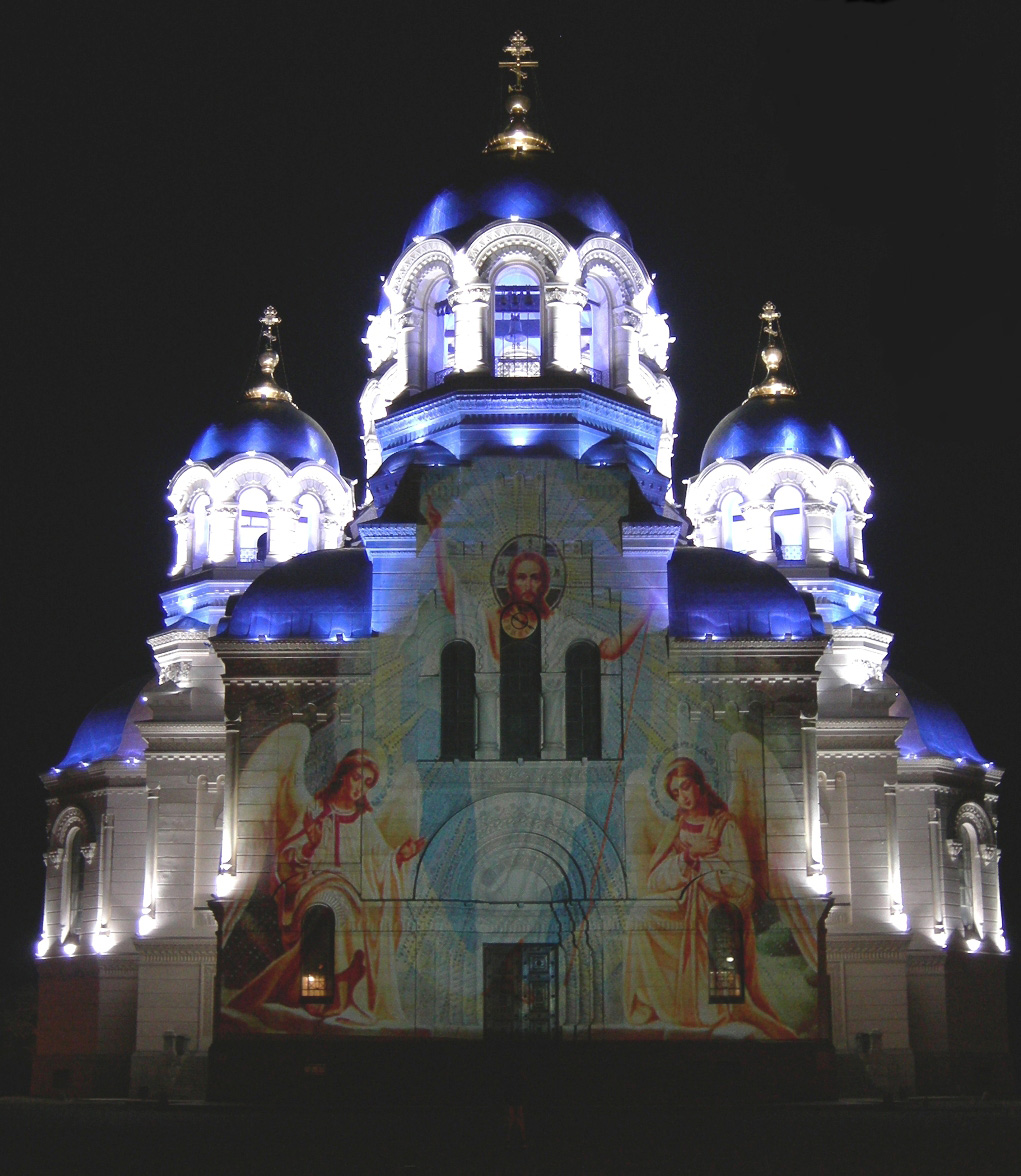
노보체르카스크 대성당
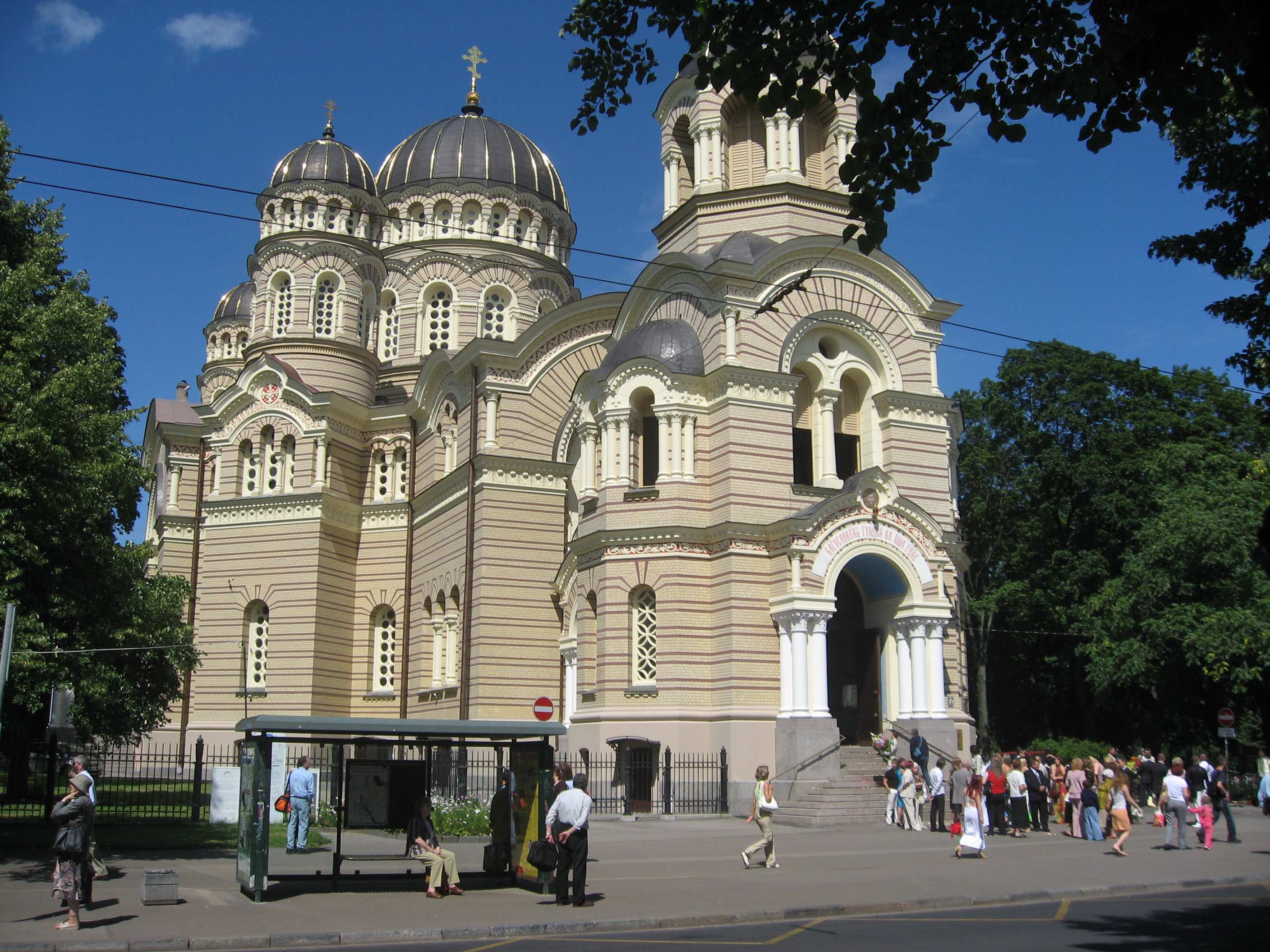
리가의 예수 탄생 대성당
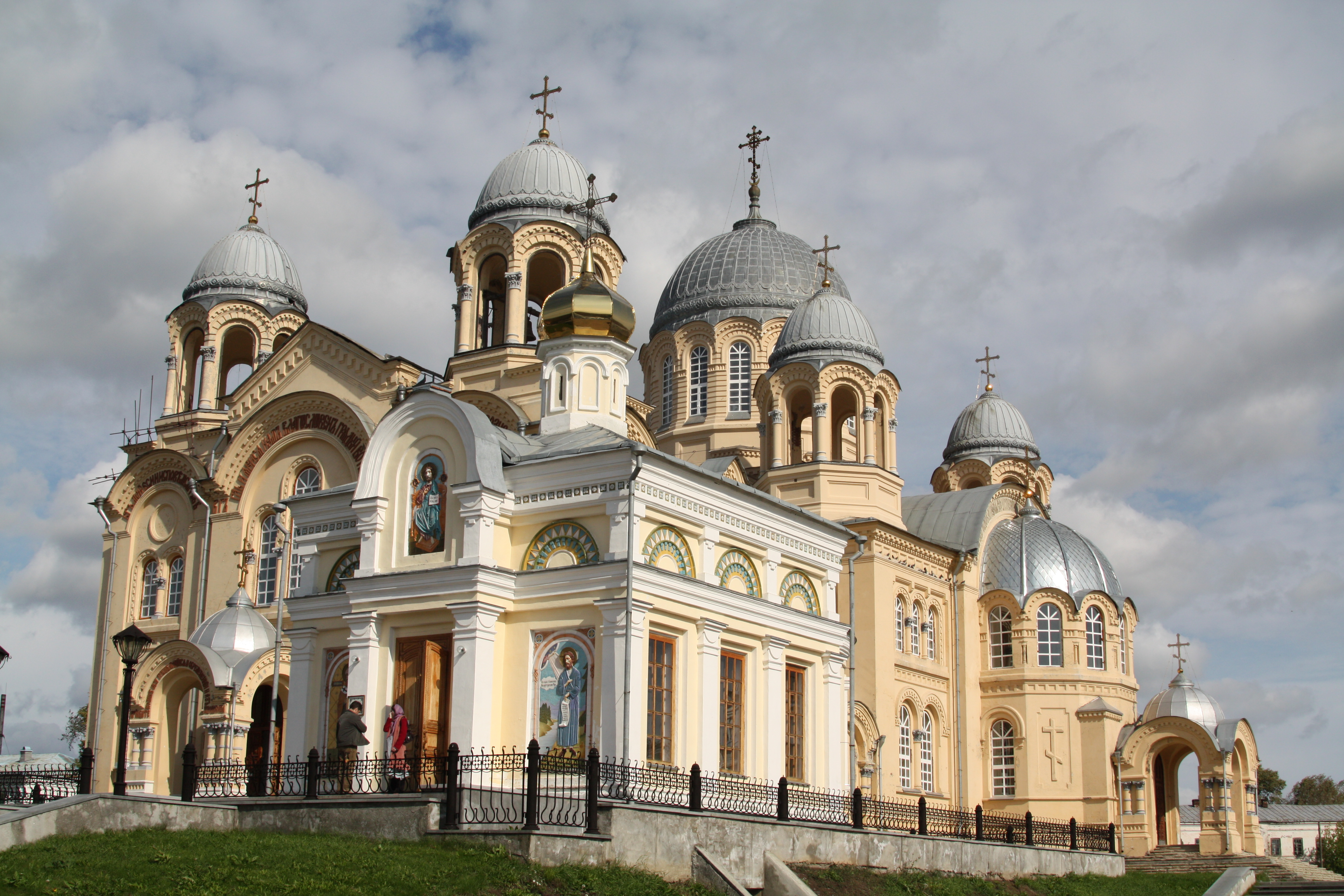
베르호투르예의 성 니콜라스 수도원
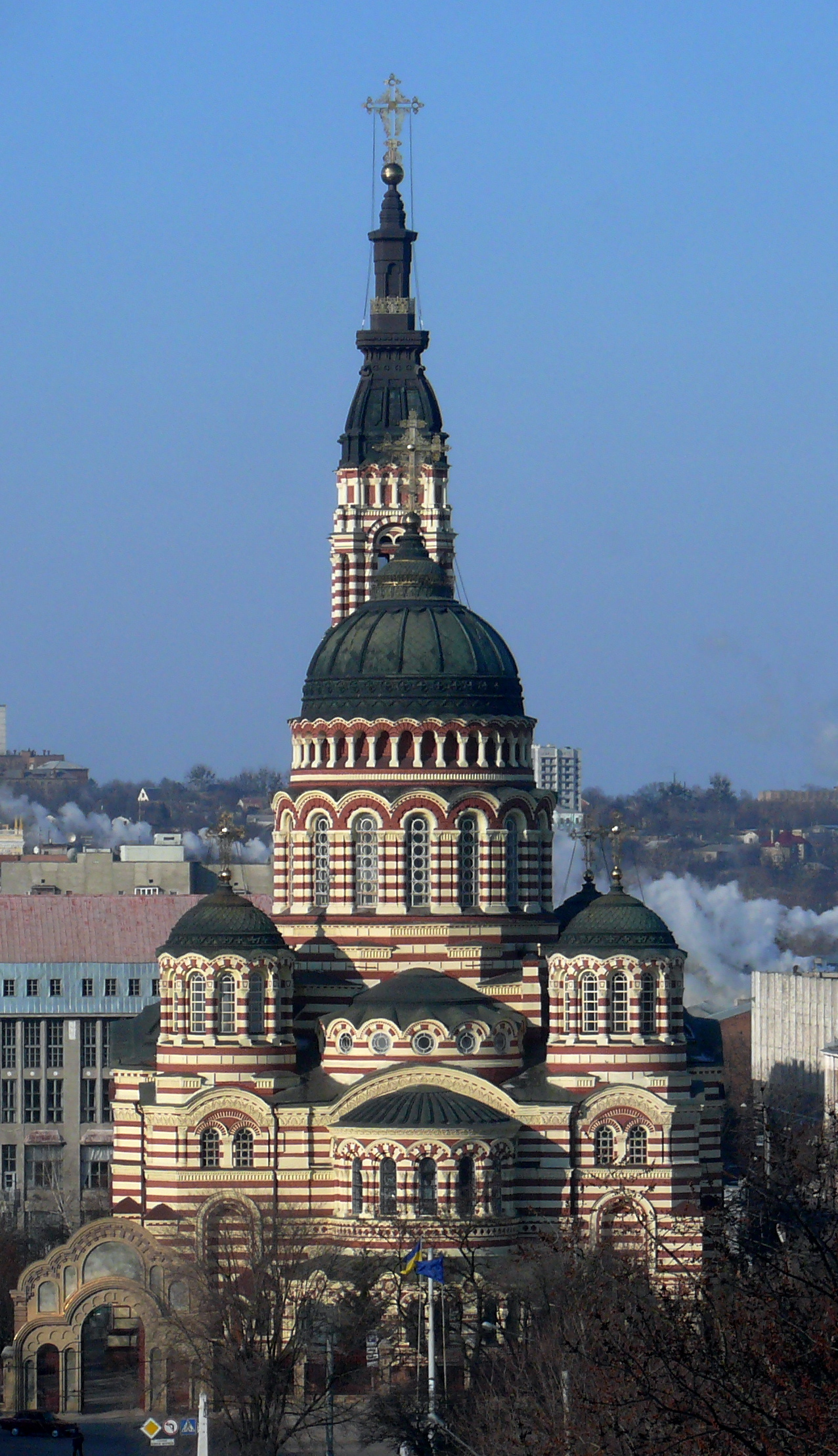
하르키우의 성모 희보 대성당
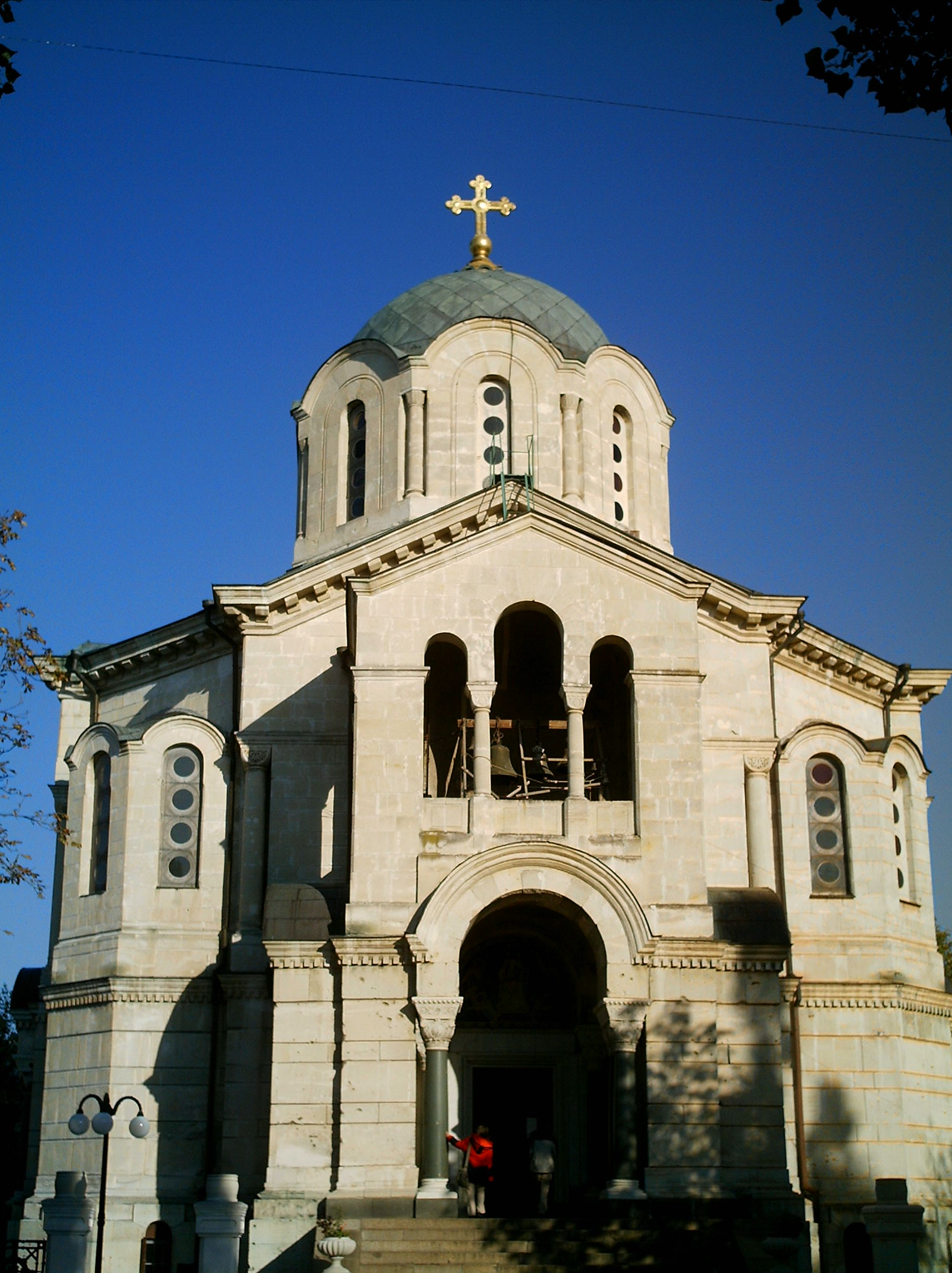
세바스토폴의 성 블라디미르 대성당
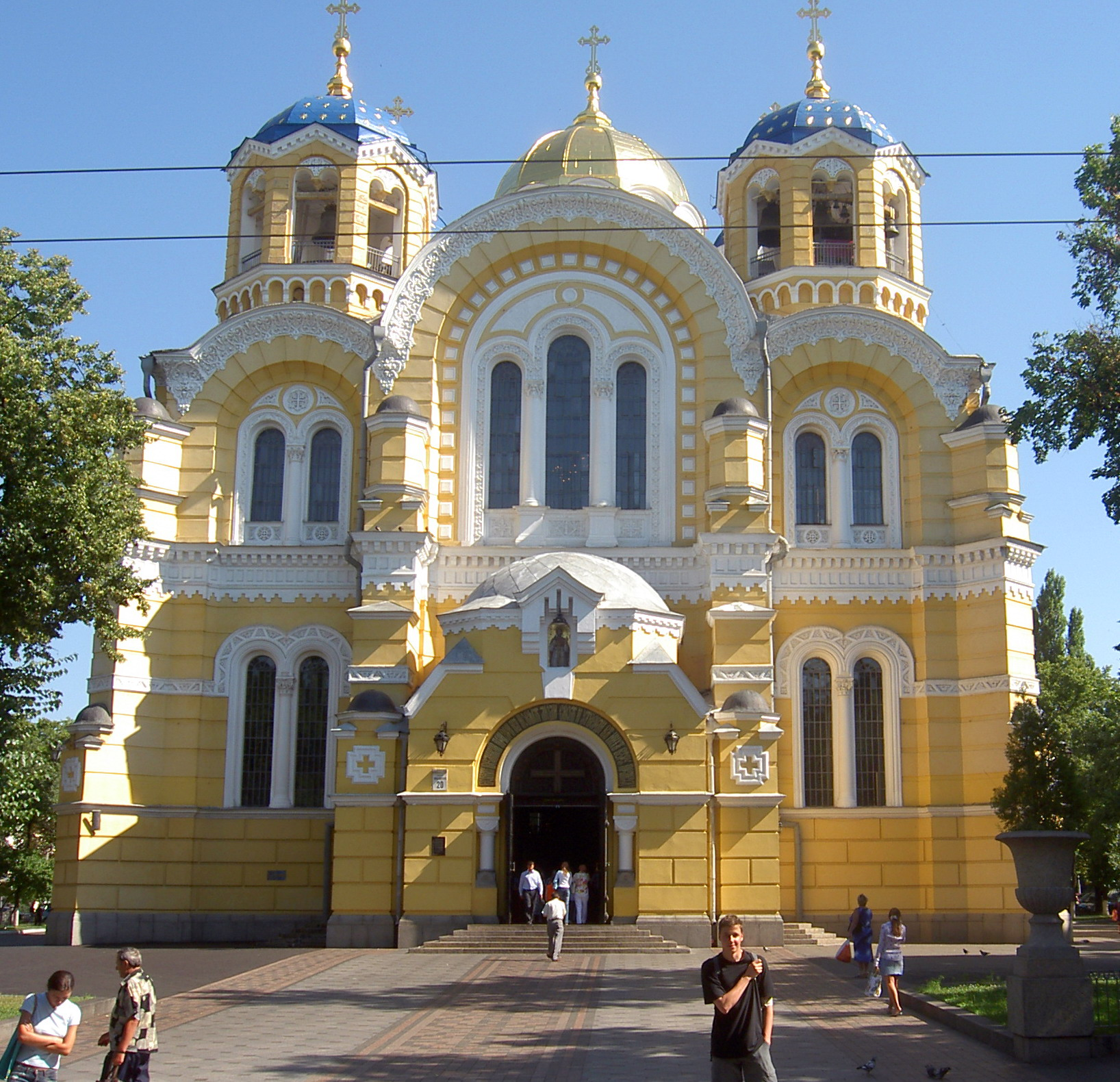
키예프의 성 볼로디미르 대성당
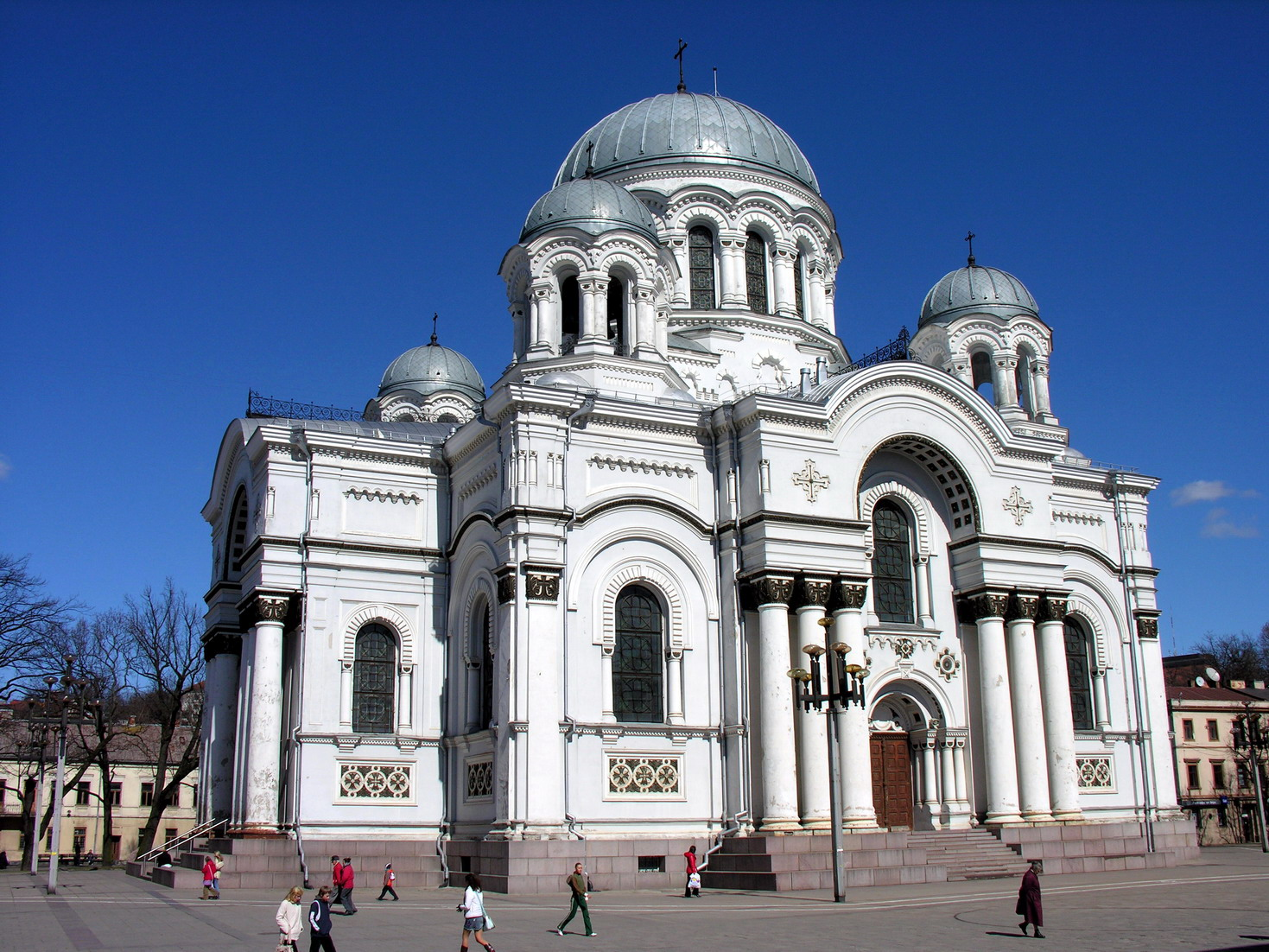
카우나스의 성 미카엘 대천사 대성당
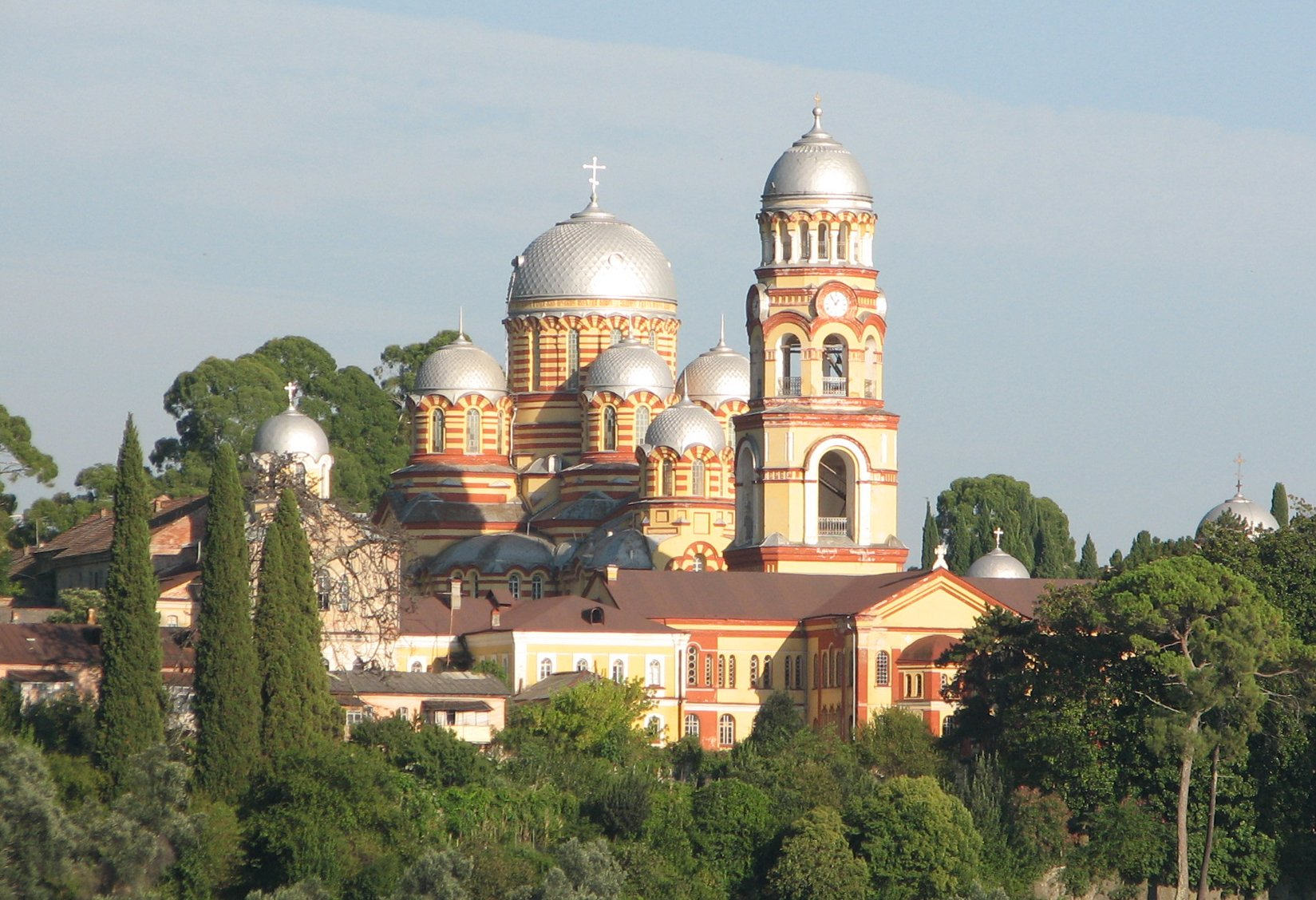
뉴아토스의 노보아폰스키 수도원
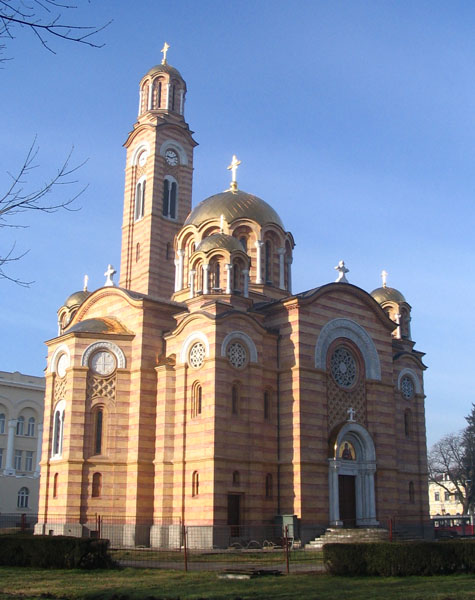
보스니아 헤르체고비나 바냐루카의 구세주 그리스도 대성당

## 영국

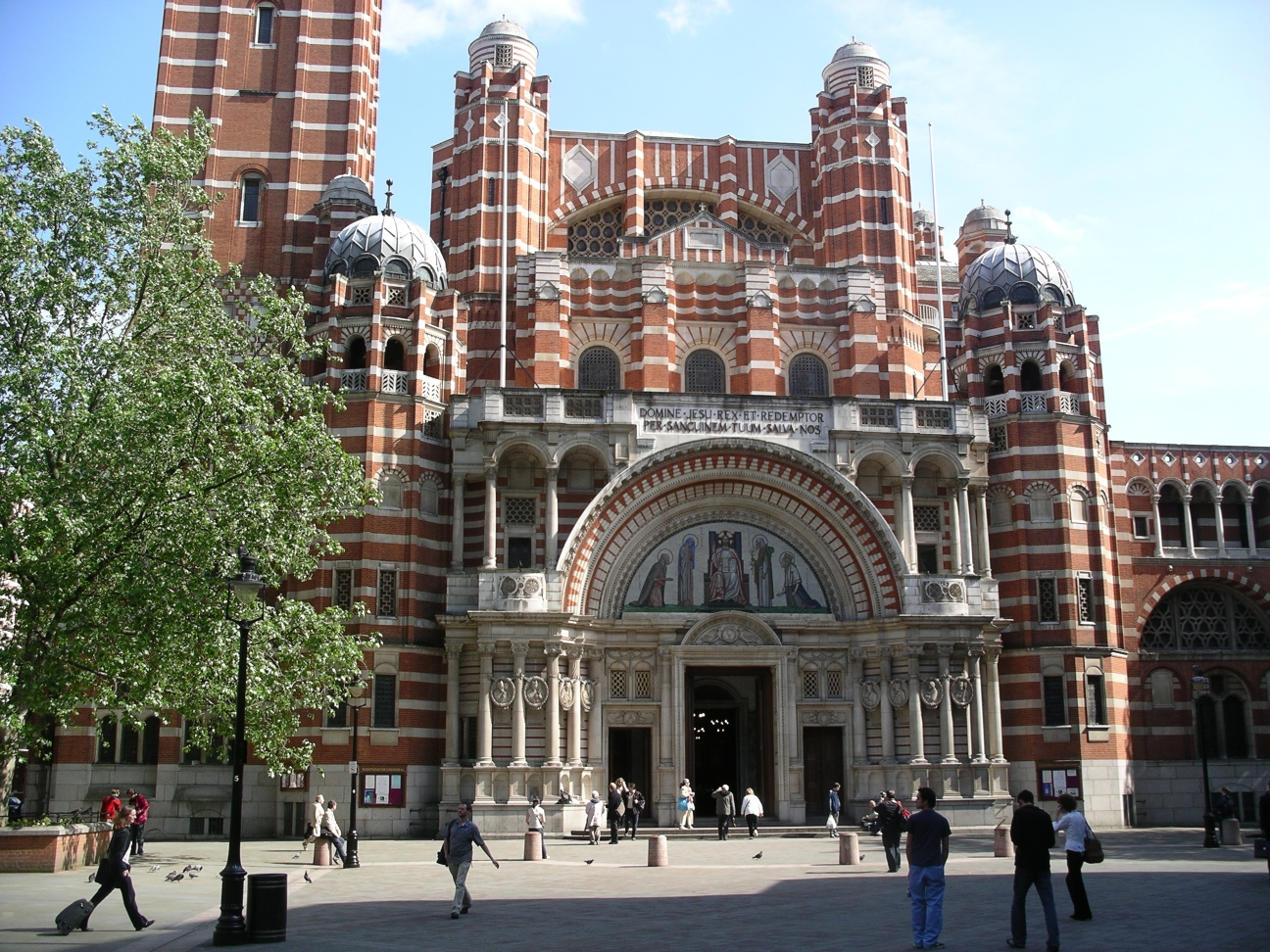
웨스트민스터 대성당

존 프랜시스 벤틀리(1839 – 1902)에 의해 영국 런던에 지어진 가톨릭 대성당인 웨스트민스터 대성당은 영국에서 가장 큰 규모를 자랑하는 대표적인 네오비잔틴 건축물이다. 하지만 브릭스톤 북부 오벌 크리켓 경기장 인근에 있는 베레스포드 피트의 작품인 크라이스트 성당과 같이 네오비잔틴 양식의 다른 건물도 여러 채 있다. 1850년 즈음부터 1880년 즈음까지 브리스톨 지역에서는 ‘브리스톨 비잔틴(Bristol Byzantine)’이라는 이름의 건축 양식이 산업체 건물들 사이에서 큰 각광을 받고 있었는데, 이 건축 양식은 비잔틴 건축 양식과 무어리시 건축 양식을 혼합시킨 것이었다.